# 오키나와 무술

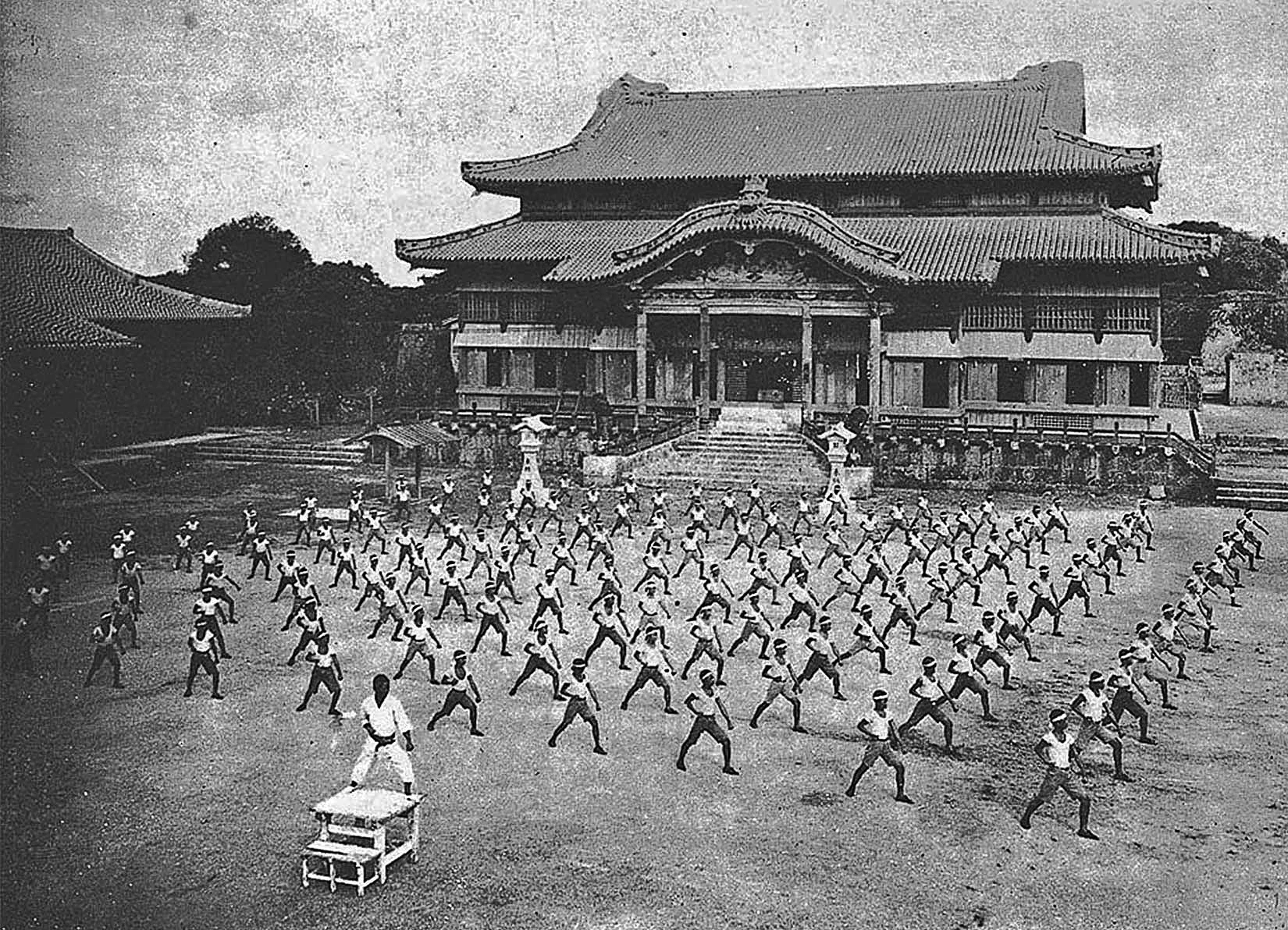
1938년경 일본 오키나와 현 슈리 성에서 신판 구스쿠마 선생과 가라테 훈련.

오키나와 무술은 가라테, 데구미, 오키나와 고부도 등 오키나와섬의 원주민들 사이에서 시작된 무술을 말한다. 오키나와는 중앙 위치로 인해 일본, 중국, 동남아시아를 비롯한 오랜 무역 및 문화 교류의 역사를 가진 다양한 문화의 영향을 받아 오키나와의 무술 발전에 큰 영향을 미쳤다.

## 같이 보기
- 공수도
- 일본 무술